# Апатинская пивоварня
Апатинская пивоварня (серб. Апатинска пивара / Apatinska pivara) — сербское пивоваренное предприятие, расположенное в городке Апатин Западно-Бачского округа автономного края Воеводина. Предприятие является крупнейшим производителем пива в Сербии, принадлежит международному пивоваренному холдингу Starbev. Производит самое популярное в стране пиво торговой марки Jelen Pivo.

## История
Пивоварня в Апатине впервые упоминается в 1756 году как собственность казны Габсбургской империи, которая в то время контролировала север Сербии. В конце XIX века предприятие было приватизировано, после чего модернизировано и расширено. Накануне Первой мировой войны объемы его производства уже достигали 160 тысяч декалитров пива в год. В межвоенный период пивоварня находилась в затруднительном положении и в конце концов в 1935 году была вынуждена остановить производство.
Возобновление производства пива в Апатине произошло уже после Второй мировой войны, в условиях государственной плановой экономики, на основе которой формировалась хозяйственная деятельность в СФРЮ. В период с 1958 по 1966 год предприятие испытало масштабную модернизацию, которая позволила ему из локальной пивоварни стать ведущим производителем пива в стране. В 1970-х была осуществлена автоматизация производственных процессов и был основан выпуск безалкогольных напитков.
С началом процессов разгосударствления собственности в Югославии в 1991 г. Апатинский пивоваренный завод был снова приватизирован.
В декабре 2003 года контроль над предприятием получила бельгийская пивоваренная корпорация Interbrew, которая впоследствии, после ряда слияний и поглощений, вошла в состав международного пивоваренного гиганта Anheuser-Busch InBev. В декабре 2009 года пивные активы Anheuser-Busch InBev в странах центральной Европы, включая Сербию, приобрел инвестиционный фонд CVC Capital Partners. На сегодняшний день Апатинская пивоварня контролируется созданной фондом корпорацией Starbev, которая продолжает удерживать право производства пива отдельных международных торговых марок Anheuser-Busch InBev на своих предприятиях, в том числе и на Апатинской пивоварне.

## Ассортимент продукции
- Jelen Pivo — ведущий сорт пивоварни и, соответственно, самое популярное пиво в Сербии, также экспортируется в соседние страны. Содержание алкоголя — 5,0 %;
- Pils Light — светлое пиво с содержанием алкоголя 5,0 %;
- Apatinsko Svetlo Pivo — светлое пиво с содержанием алкоголя 4,7 %, разливается только в бутылки 2 литра;

Помимо этого на производственных мощностях пивоварни по лицензии Anheuser-Busch InBev разливается пиво международных торговых марок этой корпорации — «Stella Artois», «Löwenbräu» и «Beck’s», а также пиво черногорской торговой марки «Nikšićko». Предприятие также является производителем широкого спектра прохладительных безалкогольных напитков.